# بریزاک
بریزاک یکی از مقامات ایرانی در زمان حکومت بهرام چوبین ساسانی (حک. ۵۹۰–۵۹۱) بود.